# Tony Vandervell
Tony Vandervell (8 de setembro de 1898 – 10 de março de 1967) foi o fundador da equipe Vanwall de Formula 1, que foi campeã de construtores em 1958.